# Novinsko
Novinsko je malá osada, část obce Neratov v okrese Pardubice. Nachází se asi 600 m východně od Neratova. V roce 2014 zde bylo 19 domů.